# Canton de Pertuis
Le canton de Pertuis est  un canton français situé dans le département de Vaucluse, en région Provence-Alpes-Côte d'Azur.

## Historique
La loi du 22 décembre 1789 reprise par la constitution de 1791, divise le royaume (la République en septembre 1792), en communes, cantons, districts et départements. En juin 1793, la Convention supprime le canton. Il est rétabli par la constitution du 26 octobre 1795, instituant le Directoire.
Jusqu'en 1795, les cantons ne sont qu'une circonscription électorale, et un ressort judiciaire élémentaire, celui de la justice de paix. La constitution du 5 fructidor an III (22 août 1795), qui supprime par ailleurs les districts, crée une municipalité dans chaque canton, formée de représentants de toutes les communes du canton. Du 1er vendémiaire an VII (22 septembre 1798) au 28 pluviôse an VIII (17 février 1800), en vertu de la loi du 13 fructidor an VI (30 août 1798), les mariages furent célébrés au chef-lieu de canton, et non plus dans la commune.
Lors de leur création en 1790, les cantons étaient bien plus nombreux qu'aujourd'hui (entre 40 et 60 selon les départements). Leur nombre fut réduit notablement (entre 30 et 50) par la loi du 8 pluviôse an IX (28 janvier 1801) intitulée « loi portant réduction du nombre de justices de paix ». Les premiers préfets nommés par le gouvernement furent sommés d’établir dans leur département la répartition des communes dans chaque canton nouvellement établi. Ces listes départementales, une fois approuvées par le gouvernement, furent publiées au Bulletin des Lois dans les années 1801-1802 et constituent la base de la division administrative de la France en cantons qui est encore en place à ce jour.

### 1793 à 1801
En 1793, le Sud-Est du département comprend 4 cantons pour 17 communes (d'est en ouest) :
- Canton de la Bastide-des-Jourdans : La Bastide-des-Jourdans, Beaumont-de-Pertuis, Grambois et Vitrolles-en-Luberon
- Canton de La Tour-d'Aigues : La Bastidonne, Mirabeau, Peypin-d'Aigues, Saint-Martin-de-la-Brasque et La Tour-d'Aigues
- Canton de Pertuis : Pertuis, Villelaure
- Canton de Cucuron : Ansouis, Cabrières-d'Aigues, Cucuron, La Motte-d'Aigues, Sannes et Vaugines.

### 1801 à 2015
Lors de la publication des nouveaux cantons en 1801, les trois communes les plus à l'ouest (Cucuron, Vaugines et Villelaure) ont été rattachées au nouveau canton de Cadenet ; les quatorze autres formant le nouveau canton de Pertuis.

### La réforme de 2015
Un nouveau découpage territorial du département de Vaucluse entre en vigueur à l'occasion des premières élections départementales suivant le décret du 25 février 2014. Les conseillers départementaux sont, à compter de ces élections, élus au scrutin majoritaire binominal mixte. Les électeurs de chaque canton élisent au Conseil départemental, nouvelle appellation du Conseil général, deux membres de sexe différent, qui se présentent en binôme de candidats. Les conseillers départementaux sont élus pour 6 ans au scrutin binominal majoritaire à deux tours, l'accès au second tour nécessitant 12,5 % des inscrits au 1er tour. En outre la totalité des conseillers départementaux est renouvelée. Ce nouveau mode de scrutin nécessite un redécoupage des cantons dont le nombre est divisé par deux avec arrondi à l'unité impaire supérieure si ce nombre n'est pas entier impair, assorti de conditions de seuils minimaux. En Vaucluse, le nombre de cantons passe ainsi de 24 à 17. Le nombre de communes du canton de Pertuis passe de 14 à 15.

## Représentation

### Conseillers généraux de 1833 à 2015
| Période   | Période                   | Identité                              | Étiquette                            | Qualité                                                                                                 |
| --------- | ------------------------- | ------------------------------------- | ------------------------------------ | --- |
| 1833      | 1839                      | François Henri Morel (1773-1852)      |                                      | Licencié en droit Ancien Maire de Pertuis                                                               |
| 1839      | 1846                      | Gaspard Arréat                        |                                      | Médecin, maire de Pertuis                                                                               |
| 1846      | 1852                      | Jean Antoine Meil                     |                                      | Pépiniériste, maire de Pertuis                                                                          |
| juin 1852 | août 1852                 | Romain Lançon (1820-1882)             |                                      | Avocat à Paris, conseiller de Préfecture de la Seine                                                    |
| 1852      | 1853                      | Jean Antoine Meil                     |                                      | Pépiniériste, maire de Pertuis                                                                          |
| 1853      | 1860                      | Romain Lançon                         |                                      | Avocat à Paris                                                                                          |
| 1860      | 1870                      | Charles Edouard Lançon                |                                      | Banquier, suppléant du juge de paix, maire de Pertuis (1865)                                            |
| 1870      | 1871                      | Louis-Gabriel Chateminois (1816-1876) |                                      | Passementier - Rentier à Apt Membre de la Commission départementale                                     |
| 1871      | 1873 (démission d'office) | Fortunat Martelly                     |                                      | Chef de bureau à la mairie de Pertuis                                                                   |
| 1873      | 1886                      | Jean-Baptiste Saint-Martin            | Gauche radicale                      | Avocat Député (1877, 1878-1893 et 1906-1910)                                                            |
| 1886      | 1892                      | Auguste Caillier                      | Républicain radical puis Boulangiste | Maire de Pertuis (1879-1896)                                                                            |
| 1892      | 1895 (démission)          | Louis Delpech                         | Républicain                          | Ancien Préfet des Bouches-du-Rhône Député (1889-1893) Président du Conseil Général                      |
| 1895      | 1897 (décès)              | Gustave Tournatoire                   | Rad.                                 | Médecin, maire de Pertuis, conseiller d'arrondissement                                                  |
| 1898      | 1913 (décès)              | Jean-Louis Turcan                     | Républicain                          | Ancien pharmacien - Propriétaire Maire de Pertuis (1897-1913)                                           |
| 1913      | 1934                      | Lally Nevière                         | Rad.                                 | Propriétaire Maire de Saint-Martin-de-la-Brasque (1891-1928)                                            |
| 1934      | 1938 (décès)              | André Bonnaud                         | SFIO                                 | Retraité - Maire de Pertuis                                                                             |
| 1938      | 1940                      | Edward Berthezène                     | SFIO                                 | Négociant Maire de La Tour-d'Aigues, conseiller d'arrondissement Nommé conseiller départemental en 1942 |
|           |                           |                                       |                                      | |
| 1945      | 1964                      | Léon Arnoux                           | SFIO puis DVG                        | Adjoint au Maire de Pertuis, ancien conseiller d'arrondissement                                         |
| 1964      | 1988                      | André Jaubert                         | SFIO puis PS                         | Directeur du Crédit agricole de Pertuis                                                                 |
| 1988      | 2015                      | Maurice Lovisolo                      | PS                                   | Directeur d'école Maire de La Tour-d'Aigues (1977-2008) Vice-président du conseil général               |

#### Élections et résultats
Le canton de Pertuis qui fait partie de la seconde série des cantons a été renouvelé lors des élections cantonales de 2008, L'élection a eu lieu les 9 et 16 mars en même temps les élections municipales. Six candidats se sont présentés Maurice Lovisolo (PS), conseiller général sortant et maire sortant de La Tour-d'Aigues, Marie-Ange Conté (UMP), Stéphane Fabresse (MoDem), Pierre Goubert (FN), Remy Grangeon (PCF) et Thierry Liotard (DVD).
Le 21 mars 2004 lors du premier tour il y a eu 16 040 votants pour 24 986 inscrits soit une participation de 64,20 %. Il y a eu 473 bulletins blancs ou nuls soit 15 567 exprimés. Maurice Lovisolo (PS) est arrivé en nettement en tête avec 6 797 voix (43,66 %), devant Marie-Ange Conté (UMP) avec 3 384 voix (21,74 %), Remy Grangeon (PCF) 2 443 voix (15,49 %), Pierre Goubert (FN) 1 397 voix (8,97 %), Stéphane Fabresse (MoDem) 1 241 voix (7,97 %) et Thierry Liotard (DVD) 305 voix (1,96 %).
Le second tour a lieu le 21 mars 2004. Il y a 14 739 votants pour 24 987 inscrits soit une participation de 58,99 %. Il y a eu 596 bulletins blancs ou nuls soit 14 143 exprimés. Maurice Lovisolo (PS) est réélu avec 8 813 voix (62,31 %) au détriment de Marie-Ange Conté (UMP) qui obtient 5 330 voix (38,69 %).

### Conseillers d'arrondissement (de 1833 à 1940)
Le canton de Pertuis avait deux conseillers d'arrondissement. 
| Période                                  | Période | Identité                | Étiquette           | Qualité |
| ---------------------------------------- | ------- | ----------------------- | ------------------- | --- |
| 1833                                     |         | M. Cavallier            |                     | Propriétaire, maire de Lourmarin                                                                            |
| 1833                                     |         | M. Ricard               |                     | Notaire à Beaumont                                                                                          |
|                                          |         |                         |                     | |
| 1880                                     | 1895    | Gustave Tournatoire     | Républicain radical | Docteur en médecine à Pertuis                                                                               |
| 1880                                     | 1886    | M. Thomas               | Républicain         | |
| 1886                                     |         | Théodore Panisset       | Républicain radical | Menuisier à La Tour-d'Aigues                                                                                |
| 1913                                     |         | Louis-Antoine Avias     |                     | Adjoint au maire de Pertuis                                                                                 |
| 1913                                     |         | Albert-Joseph Bus       |                     | Vétérinaire à Pertuis                                                                                       |
| 1925                                     | 1938    | Edward Berthezène       | SFIO                | Négociant, maire de La Tour-d'Aigues                                                                        |
| 1934                                     | 1940    | Paul Giniès             | SFIO                | Agriculteur à La Bastidonne                                                                                 |
| 1938                                     | 1940    | Léon Arnoux (1889-1965) | SFIO                | Adjoint au Maire de Pertuis                                                                                 |
| 1940                                     |         |                         |                     | Les conseils d'arrondissement ont été suspendus par la loi du 12 octobre 1940 et n'ont jamais été réactivés |
| Les données manquantes sont à compléter. |         |                         |                     | |

Le canton de Pertuis avait deux conseillers d'arrondissement.

### Conseillers départementaux depuis 2015
| Période élective | Période élective | Mandat | Mandat   | Identité               | Nuance | Nuance | Qualité                                                                           |
| ---------------- | ---------------- | ------ | -------- | ---------------------- | ------ | ------ | --------------------------------------------------------------------------------- |
| 2015             | 2021             | 2015   | 2021     | Jean-François Lovisolo |        | PS     | Cadre Maire de La Tour-d'Aigues Président de l'Association des Maires de Vaucluse |
| 2015             | 2021             | 2015   | 2021     | Noëlle Trinquier       |        | PS     | Ancienne conseillère municipale de Pertuis                                        |
| 2021             | 2028             | 2021   | en cours | Jean-François Lovisolo |        | LREM   | Conseiller sortant Député                                                         |
| 2021             | 2028             | 2021   | en cours | Noëlle Trinquier       |        | PS     | Conseillère sortante                                                              |

Jean-François Lovisolo, ancien membre du PS, est candidat de la majorité présidentielle aux élections législatives de 2022.

### Résultats détaillés

#### Élections de mars 2015
À l'issue du 1er tour des élections départementales de 2015, trois binômes sont en ballottage : Jean-François Lovisolo et Noëlle Trinquier (Union de la Gauche, 33,05 %), Roger Pellenc et Joëlle Richaud (UMP, 28,59 %) et Frédéric Difraja et Dominique Schall (FN, 26,07 %). Le taux de participation est de 51,78 % (15 334 votants sur 29 616 inscrits) contre 54,43 % au niveau départemental et 50,17 % au niveau national.
Au second tour, Jean-François Lovisolo et Noëlle Trinquier (Union de la Gauche) sont élus avec 43,09 % des suffrages exprimés et un taux de participation de 55,37 % (6 867 voix pour 16 398 votants et 29 616 inscrits).
Noëlle Trinquier était à EELV en 2015.

#### Élections de juin 2021
Le premier tour des élections départementales de 2021 est marqué par un très faible taux de participation (33,26 % au niveau national). Dans le canton de Pertuis, ce taux de participation est de 34,79 % (10 638 votants sur 30 574 inscrits) contre 34,94 % au niveau départemental. À l'issue de ce premier tour, deux binômes sont en ballottage : Jean-François Lovisolo et Noëlle Trinquier (PS, 45,77 %) et Jade Escoffier et Aymonn Mathieu (RN, 22,49 %).
Le second tour des élections est marqué une nouvelle fois par une abstention massive équivalente au premier tour. Les taux de participation sont de 34,36 % au niveau national, 38,18 % dans le département et 36,95 % dans le canton de Pertuis. Jean-François Lovisolo et Noëlle Trinquier (PS) sont élus avec 69,36 % des suffrages exprimés (7 469 voix pour 11 299 votants et 30 581 inscrits),,.

## Composition

### Composition de 1801 à 2015

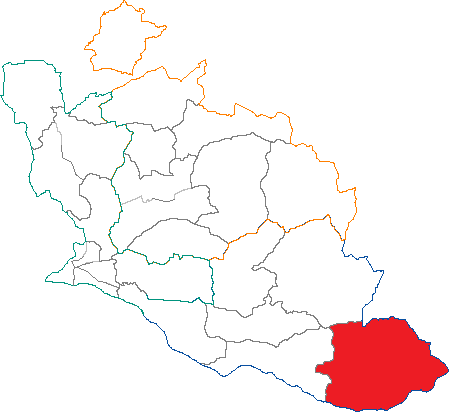
Situation du canton de Pertuis dans le département de Vaucluse avant 2015.

Le canton de Pertuis regroupait 14 communes.
| Nom                        | Code Insee | Codepostal | Superficie (km2) | Population (dernière pop. légale) | Densité (hab./km2) |
| -------------------------- | ---------- | ---------- | ---------------- | --------------------------------- | ------------------ |
| Pertuis (chef-lieu)        | 84089      | 84120      | 66,23            | 19 141 (2012)                     | 289                |
| Ansouis                    | 84002      | 84240      | 17,63            | 1 157 (2012)                      | 66                 |
| La Bastide-des-Jourdans    | 84009      | 84240      | 27,74            | 1 328 (2012)                      | 48                 |
| La Bastidonne              | 84010      | 84120      | 5,90             | 701 (2012)                        | 119                |
| Beaumont-de-Pertuis        | 84014      | 84120      | 56,07            | 1 093 (2012)                      | 19                 |
| Cabrières-d'Aigues         | 84024      | 84240      | 18,96            | 867 (2012)                        | 46                 |
| Grambois                   | 84052      | 84240      | 31,20            | 1 154 (2012)                      | 37                 |
| Mirabeau                   | 84076      | 84120      | 31,66            | 1 203 (2012)                      | 38                 |
| La Motte-d'Aigues          | 84084      | 84240      | 14,63            | 1 330 (2012)                      | 91                 |
| Peypin-d'Aigues            | 84090      | 84240      | 17,36            | 615 (2012)                        | 35                 |
| Saint-Martin-de-la-Brasque | 84113      | 84760      | 5,64             | 822 (2012)                        | 146                |
| Sannes                     | 84121      | 84240      | 4,60             | 176 (2012)                        | 38                 |
| La Tour-d'Aigues           | 84133      | 84240      | 41,30            | 4 115 (2012)                      | 100                |
| Vitrolles-en-Lubéron       | 84151      | 84240      | 16,15            | 207 (2012)                        | 13                 |

### Composition depuis 2015
Le canton compte désormais 15 communes entières.
| Nom                             | Code Insee | Intercommunalité                          | Superficie (km2) | Population (dernière pop. légale) | Densité (hab./km2) | Modifier                                    |
| ------------------------------- | ---------- | ----------------------------------------- | ---------------- | --------------------------------- | ------------------ | ------------------------------------------- |
| Pertuis (bureau centralisateur) | 84089      | Métropole d'Aix-Marseille-Provence        | 66,23            | 19 764 (2022)                     | 298                | modifier les données · modifier les données |
| Ansouis                         | 84002      | CC Communauté territoriale du Sud Luberon | 17,63            | 1 066 (2022)                      | 60                 | modifier les données · modifier les données |
| La Bastide-des-Jourdans         | 84009      | CC Communauté territoriale du Sud Luberon | 27,74            | 1 723 (2022)                      | 62                 | modifier les données · modifier les données |
| La Bastidonne                   | 84010      | CC Communauté territoriale du Sud Luberon | 5,90             | 914 (2022)                        | 155                | modifier les données · modifier les données |
| Beaumont-de-Pertuis             | 84014      | CC Communauté territoriale du Sud Luberon | 56,07            | 1 102 (2022)                      | 20                 | modifier les données · modifier les données |
| Cabrières-d'Aigues              | 84024      | CC Communauté territoriale du Sud Luberon | 18,96            | 947 (2022)                        | 50                 | modifier les données · modifier les données |
| Grambois                        | 84052      | CC Communauté territoriale du Sud Luberon | 31,20            | 1 204 (2022)                      | 39                 | modifier les données · modifier les données |
| Mirabeau                        | 84076      | CC Communauté territoriale du Sud Luberon | 31,66            | 1 434 (2022)                      | 45                 | modifier les données · modifier les données |
| La Motte-d'Aigues               | 84084      | CC Communauté territoriale du Sud Luberon | 14,63            | 1 418 (2022)                      | 97                 | modifier les données · modifier les données |
| Peypin-d'Aigues                 | 84090      | CC Communauté territoriale du Sud Luberon | 17,36            | 663 (2022)                        | 38                 | modifier les données · modifier les données |
| Saint-Martin-de-la-Brasque      | 84113      | CC Communauté territoriale du Sud Luberon | 5,64             | 811 (2022)                        | 144                | modifier les données · modifier les données |
| Sannes                          | 84121      | CC Communauté territoriale du Sud Luberon | 4,60             | 292 (2022)                        | 63                 | modifier les données · modifier les données |
| La Tour-d'Aigues                | 84133      | CC Communauté territoriale du Sud Luberon | 41,30            | 4 375 (2022)                      | 106                | modifier les données · modifier les données |
| Villelaure                      | 84147      | CC Communauté territoriale du Sud Luberon | 18,25            | 3 395 (2022)                      | 186                | modifier les données · modifier les données |
| Vitrolles-en-Lubéron            | 84151      | CC Communauté territoriale du Sud Luberon | 16,15            | 199 (2022)                        | 12                 | modifier les données · modifier les données |
| Canton de Pertuis               | 8413       |                                           | 373,32           | 39 307 (2022)                     | 105                | modifier les données                        |

## Démographie

### Démographie avant 2015
| 1962   | 1968   | 1975   | 1982   | 1990   | 1999   | 2006   | 2011   | 2012   |
| ------ | ------ | ------ | ------ | ------ | ------ | ------ | ------ | ------ |
| 12 394 | 14 426 | 16 582 | 20 158 | 26 241 | 30 423 | 32 492 | 33 570 | 33 909 |

Évolution démographique 1968-2008
|                                      | 1968-1975 | 1975-1982 | 1982-1990 | 1990-1999 | 1999-2008 |
| Solde naturel                        | 0,4 %     | 0,0 %     | 0,4 %     | 0,4 %     | 0,4 %     |
| Solde apparent entrées sorties       | 1,7 %     | 2,9 %     | 3,0 %     | 1,2 %     | 0,5 %     |
| Variation absolue population         | 2,0%      | 2,8 %     | 3,3 %     | 1,7 %     | 0,9 %     |
| Taux natalité annuel pour 1000       | 15,30     | 11,10     | 13,30     | 13,00     | 12,80     |
| Taux décès annuel pour 1000          | 11,70     | 11,50     | 9,50      | 8,70      | 8,50      |
| ------------------------------------ | --------- | --------- | --------- | --------- | --------- |
| Sources des données : Sources: Insee |           |           |           |           |           |

### Démographie depuis 2015
En 2022, le canton comptait 39 307 habitants, en évolution de +0,78 % par rapport à 2016 (Vaucluse : +1,73 %, France hors Mayotte : +2,11 %).
| 2013   | 2018   | 2022   |
| ------ | ------ | ------ |
| 37 794 | 39 552 | 39 307 |